# Zărand, Arad
Zărand (în maghiară: Zaránd, în germană: Sarand) este satul de reședință al comunei cu același nume din județul Arad, Crișana, România.

## Așezare
Zărandul este situat la confluența râului Cigher cu Crișul Alb, la o distanță de 46 km de municipiul Arad și la 12 km de Pâncota. 

## Istorie
Localitatea Zărand, atestată documentar pentru prima dată în anul 1318, a fost un important centru administrativ, capitală a comitatului cu același nume până în anul 1744. În anul 1214, documentele vorbesc despre existența comitatului Zărandului, condus de către Dionisie, fiul lui Ompund. Castrul sau cetatea cu numele de Zarand figurează în documentele din anul 1232.
Aproape de marginea comunei, în direcția nord-vest, lângă apa Cigherului, pe locul numit Chereptel se văd urmele Cetății Zărandului.
Unii istorici, ca de exemplu arădeanul Gabor Fabian, susțin ca această cetate a luat ființă pe baza unei cetăți de pământ care aparținea voievodatului lui Menumorut (sec. X).
În aceste părți s-a ținut și un "târg de fete" asemănător celui de pe Muntele Găina. Obiceiul a dispărut încă înainte de 1835, probabil odată cu mutarea comunei pe actualul său loc.
Câteva dintre localitățile Țării Zărandului merită să fie amintite pentru bogățiile lor istorice speciale. 
Crișan - satul natal, comuna Ribița, cu casa memorială reconstruită și bustul lui Crișan, conducător important al răscoalei de la 1784.  În sat se găsește și mănăstirea ortodoxă Crișan, din sec. al XIV-lea. Casa memorială se compune din două corpuri de clădiri executate din lemn de stejar. Caracteristic zonei Zărandului, casa este de plan dreptunghiular cu accese dintr-un pridvor deschis. Casa propriu-zisă, acoperită cu paie, este formată din două încăperi, folosite azi ca muzeu.

Crișcior - cu cel mai vechi monument de arhitectură din Zărand - biserica ortodoxă din 1404 - ctitorie a cneazului Vlad Crișcior - cu cel mai vechi monument de arhitectură din Zărand - biserica ortodoxă 1404 -ctitorie a cneazului Vlad Bâlea, precum și un muzeu etnografic și de istorie a mineritului. Biserica este de tip tradițional, formată din naos, pronaos și altar absidat, inițial hexagonal, iar din sec. al XIX-lea, semicircular. Turnul este masiv și înalt, așezat în fața pronaosului. Pictura din pronaos este datată pe la 1395-1404. Tot aici este prezentată cina cea de taină în compoziție circulară.

Ribița - cu biserica ctitorie a cnezilor Vladislav și Miclăuș, cu o frescă valoroasă 1417. Pictura din naos este în stil bizantin și îi reprezintă pe ctitorii bisericii.

## Economie
Economia este predominant agrară, localitatea fiind cunoscută în regiune ca un important bazin cerealier și legumicol.

## Turism
Deși nu deține elemente spectaculoase din punct de vedere turistic, frumusețea văilor Crișului Alb și Cigherului, tradițiile și ospitalitatea locuitorilor din această zonă compensează din plin acest neajuns.
- Ruinele Cetății Zărandului